# Flamingo Road
Flamingo Road (bra: Caminho da Redenção; prt: O Caminho da Redenção) é um filme noir estadunidense de 1949, do gênero drama, dirigido por Michael Curtiz, estrelado por Joan Crawford, e co-estrelado por Zachary Scott. O roteiro de Robert Wilder foi baseado no romance homônimo de 1942, do próprio Wilder, e também em sua peça teatral homônima de 1946, que escreveu com sua esposa, Sally.
A trama retrata a história de uma dançarina que se casa com um empresário local para se vingar de um chefe político corrupto que a levou à prisão. Alguns dos aspectos mais obscenos do romance foram minimizados no filme por causa do Código de Produção.
Robert Wilder, que morreu em 1974, foi posteriormente creditado como o criador da série de televisão estadunidense "Flamingo Road" (1980–1982), que extraiu elementos tanto do romance quanto do filme.

## Sinopse
Lane Bellamy (Joan Crawford) é uma dançarina que, cansada da vida, decide largar tudo. Ela vai para a pequena cidade de Boldon City, no sul dos Estados Unidos. Ela se envolve romanticamente com Fielding Carlisle (Zachary Scott), um vice-xerife cuja carreira é controlada pelo xerife Titus Semple (Sydney Greenstreet), um político corrupto que comanda a cidade. Enxergando Lane como uma ameaça, Semple planeja uma maneira de colocá-la para fora da cidade.

## Elenco
- Joan Crawford como Lane Bellamy
- Zachary Scott como Fielding Carlisle
- Sydney Greenstreet como Xerife Titus Semple
- Gladys George como Lute Mae Sanders
- David Brian como Dan Reynolds
- Virginia Huston como Annabelle Weldon
- Fred Clark como Dr. Waterson
- Gertrude Michael como Millie
- Tito Vuolo como Pete Ladas
- Alice White como Gracie
- Sam McDaniel como Artesão

## Recepção
Howard Barnes, em sua crítica para o New York Herald Tribune, escreveu: "Joan Crawford se sai habilmente em um papel totalmente sem sentido e indefinido ... Não é culpa dela que ela não consiga lidar com os complicados romances e traições em que está envolvida". Bosley Crowther, em sua crítica para o The New York Times, chamou-o de "melodrama confuso" no qual Crawford experimenta roboticamente uma série de crises. A revista Variety o descreveu como "um veículo de classe para Joan Crawford, carregado de desgosto, romance e violência pungente".

### Bilheteria
De acordo com os registros da Warner Bros., o filme arrecadou US$ 2.263.000 nacionalmente e US$ 633.000 no exterior, totalizando US$ 2.896.000 mundialmente. O retorno lucrativo da produção foi de US$ 1.368.000.

## Mídia doméstica
Nos anos 80, o filme foi lançado em LaserDisc, e em 1998, foi lançado em VHS pela Warner Home Video. A Warner também o lançou em DVD em 2008, como parte da box set "The Joan Crawford Collection: Volume 2".
Foi lançado como um DVD independente (parte da Warner Archive Collection) em 2017.
"Flamingo Road" foi lançado pela primeira vez em Blu-ray de alta definição em 2023 pela Warner Archive Collection, que inclui todos os bônus dos lançamentos em DVD.